# Гирвън ФК
ФК Гърван (на английски: Girvan FC) е футболен клуб от едноименния шотландски град Гърван, Южен Еършър. състезава се в Първа шотландска младежка еършърска футболна дивизия. Основан е през 1947 г. Отборът има аматьорски статут. През сезон 2004-2005 г. постига най-големия си успех като се състезава в Южната шотландска футболна лига.

## Мениджъри
| Пост           | Име            |
| -------------- | -------------- |
| Мениджър       | Брайън Маклъки |
| Асистент       | Ърн Дауи       |
| Главен треньор | Джим Дъфи      |